# كتب بانتام
كتب بانتام (بالإنجليزية: Bantam Books)‏ هي دار نشر أمريكية تملكها الشركة الأم راندوم هاوس.

## المؤلفون
من المؤلفون الذين نشرت لهم الدار حصريًّا أو بشكلٍ كبيرٍ:
| - مايا أنجيلو - إسحق عظيموف - Jean Auel - Louis L'Amour - راي برادبري - Ernest Callenbach - ألان كامبل (كاتب) - فيليب ك. ديك - إس. رايت - James Dobson - ستيفن ر. دونالدسون | - فريدريك فورسيث - ليزا غاردنر - ريتشارد دوكينز - ديفيد غيمل - إليزابيث جورج (كاتب) - ويليام جيبسون - جون غلين - Daniel Goleman - غراهام غرين - جون غريشام - Laurell K. Hamilton | - توماس هاريس - ستيفن هوكينج - مو هيدر - هرمان هيسه - تريسي هيكمان - تامي هوغ - Robin Hobb - كي هووبر - أيرس يوهانسن - شموئيل كاتز | - دين كونتز - إميلي لورينغ - لويس لوري - روبرت لودلم - Duncan Lunan - ويليام مارتش - جورج ر. ر. مارتن - Malachi Martin - آن مكافري - Andy McDermott | - تيرينس ماكينا - Farley Mowat - جوزيف ميرفي - مايكل بالمر - Robert M. Pirsig - دانيال كوين - توم روبنز - جين روبرتس - آلان رودجرز - أليس شرودر | - نورمان شوارتسكوف - جيري ساينفيلد - آدم سميث - Lori Nelson Spielman - جون ستاينبيك - دانيال ستيل - نيل ستيفنسون - بروس سترلينغ - ركس ستاوت - وليام تين - مارغريت فايس - إيلي فيزيل - Victor Villasenor |

## وصلات خارجية
- الموقع الرسمي